# Seznam dílů seriálu The Originals
Toto je seznam dílů seriálu The Originals. Americký dramatický televizní seriál The Originals je spin-off seriálu Upíří deníky. Zaměřuje se na rodinu původních upírů a jejich život v New Orleans. Americká televize The CW jej vysílala v letech 2013–2018, celkem vzniklo v pěti řadách 92 dílů seriálu.

## Přehled řad
| Řada | Díly | Premiéra v USA  | Premiéra v USA  |
| Řada | Díly | První díl       | Poslední díl    |
| ---- | ---- | --------------- | --------------- |
| 1    | 22   | 3. října 2013   | 13. května 2014 |
| 2    | 22   | 6. října 2014   | 11. května 2015 |
| 3    | 22   | 8. října 2015   | 20. května 2016 |
| 4    | 13   | 17. března 2017 | 23. června 2017 |
| 5    | 13   | 20. dubna 2018  | 1. srpna 2018   |

## Seznam dílů

### První řada (2013–2014)
| Č. v seriálu | Č. v řadě | Původní název                | Režie            | Scénář                                  | Premiéra v USA     |
| ------------ | --------- | ---------------------------- | ---------------- | --------------------------------------- | ------------------ |
| 1            | 1         | Always and Forever           | Chris Grismer    | Michael Narducci a Julie Plec           | 3. října 2013      |
| 2            | 2         | House of the Rising Son      | Brad Turner      | Diane Ademu-John a Declan de Barra      | 8. října 2013      |
| 3            | 3         | Tangled Up in Blue           | Chris Grismer    | Ashley Lyle a Bart Nickerson            | 15. října 2013     |
| 4            | 4         | Girl in New Orleans          | Jesse Warn       | Michelle Paradise a Michael Narducci    | 22. října 2013     |
| 5            | 5         | Sinners and Saints           | Chris Grismer    | Marguerite MacIntyre a Julie Plec       | 29. října 2013     |
| 6            | 6         | Fruit of the Poisoned Tree   | Michael Allowitz | Charlie Charbonneau a Diane Ademu-John  | 5. listopadu 2013  |
| 7            | 7         | Bloodletting                 | Jeffrey Hunt     | Michael Russo a Michael Narducci        | 12. listopadu 2013 |
| 8            | 8         | The River in Reverse         | Jesse Warn       | Declan de Barra a Julie Plec            | 26. listopadu 2013 |
| 9            | 9         | Reigning Pain in New Orleans | Joshua Butler    | Ashley Lyle a Bart Nickerson            | 3. prosince 2013   |
| 10           | 10        | The Casket Girls             | Jesse Warn       | Charlie Charbonneau a Michael Paradise  | 14. ledna 2014     |
| 11           | 11        | Après Moi, Le Déluge         | Leslie Libman    | Marguerite MacIntyre a Diane Ademu-John | 21. ledna 2014     |
| 12           | 12        | Dance Back from the Dead     | Rob Hardy        | Michael Russo a Michael Narducci        | 28. ledna 2014     |
| 13           | 13        | Crescent City                | Chris Grismer    | Michael Narducci a Julie Plec           | 4. února 2014      |
| 14           | 14        | Long Way Back from Hell      | Matt Hastings    | Ashley Lyle a Bart Nickerson            | 25. února 2014     |
| 15           | 15        | Le Grand Guignol             | Chris Grismer    | Declan de Barra a Diane Ademu-John      | 4. března 2014     |
| 16           | 16        | Farewell to Storyville       | Jesse Warn       | Michael Narducci                        | 11. března 2014    |
| 17           | 17        | Moon Over Bourbon Street     | Michael Robinson | Michelle Paradise a Christopher Hollier | 18. března 2014    |
| 18           | 18        | The Big Uneasy               | Leslie Libman    | Marguerite MacIntyre a Michael Russo    | 15. dubna 2014     |
| 19           | 19        | An Unblinking Death          | Kellie Cyrus     | Ashley Lyle a Bart Nickerson            | 22. dubna 2014     |
| 20           | 20        | A Closer Walk with Thee      | Sylvain White    | Carina Adly MacKenzie a Julie Plec      | 29. dubna 2014     |
| 21           | 21        | The Battle of New Orleans    | Jeffrey Hunt     | Charlie Charbonneau a Michael Narducci  | 6. května 2014     |
| 22           | 22        | From a Cradle to a Grave     | Matt Hastings    | Diane Ademu-John                        | 13. května 2014    |

### Druhá řada (2014–2015)
| Č. v seriálu | Č. v řadě | Původní název                 | Režie            | Scénář                                      | Premiéra v USA     |
| ------------ | --------- | ----------------------------- | ---------------- | ------------------------------------------- | ------------------ |
| 23           | 1         | Rebirth                       | Lance Anderson   | Marguerite MacIntyre a Julie Plec           | 6. října 2014      |
| 24           | 2         | Alive and Kicking             | Jeffrey Hunt     | Michelle Paradise a Michael Narducci        | 13. října 2014     |
| 25           | 3         | Every Mother's Son            | Dermott Downs    | Christopher Hollier                         | 20. října 2014     |
| 26           | 4         | Live and Let Die              | Jeffrey Hunt     | Ashley Lyle a Bart Nickerson                | 27. října 2014     |
| 27           | 5         | Red Door                      | Michael Robison  | Declan de Barra a Diane Ademu-John          | 3. listopadu 2014  |
| 28           | 6         | Wheel Inside the Wheel        | Matt Hastings    | Michael Russo a Michael Narducci            | 10. listopadu 2014 |
| 29           | 7         | Chasing the Devil's Tail      | Jesse Warn       | Carina Adly Mackenzie a Christopher Hollier | 17. listopadu 2014 |
| 30           | 8         | The Brothers That Care Forgot | Michael Allowitz | Charlie Charbonneau a Michelle Paradise     | 24. listopadu 2014 |
| 31           | 9         | The Map of Moments            | Leslie Libman    | Marguerite MacIntyre a Julie Plec           | 8. prosince 2014   |
| 32           | 10        | Gonna Set Your Flag on Fire   | Rob Hardy        | Ashley Lyle a Bart Nickerson                | 19. ledna 2015     |
| 33           | 11        | Brotherhood of the Damned     | Sylvain White    | Kyle Arrington a Diane Ademu-John           | 26. ledna 2015     |
| 34           | 12        | Sanctuary                     | Matt Hastings    | Declan de Barra a Michael Narducci          | 2. února 2015      |
| 35           | 13        | The Devil Is Damned           | Lance Anderson   | Christopher Hollier a Julie Plec            | 9. února 2015      |
| 36           | 14        | I Love You, Goodbye           | Matt Hastings    | Carina Adly MacKenzie a Michael Narducci    | 16. února 2015     |
| 37           | 15        | They All Asked for You        | Chris Grismer    | Michelle Paradise                           | 9. března 2015     |
| 38           | 16        | Save My Soul                  | Kellie Cyrus     | Michael Russo                               | 16. března 2015    |
| 39           | 17        | Exquisite Corpse              | Dermott Downs    | Declan de Barra a Diane Ademu-John          | 6. dubna 2015      |
| 40           | 18        | Night Has a Thousand Eyes     | Jesse Warn       | Ashley Lyle a Bart Nickerson                | 13. dubna 2015     |
| 41           | 19        | When the Levee Breaks         | Bethany Rooney   | Marguerite MacIntyre                        | 20. dubna 2015     |
| 42           | 20        | City Beneath the Sea          | Leslie Libman    | Carina Adly MacKenzie a Charlie Charbonneau | 27. dubna 2015     |
| 43           | 21        | Fire with Fire                | David Straiton   | Michael Narducci                            | 4. května 2015     |
| 44           | 22        | Ashes to Ashes                | Matt Hastings    | Christopher Hollier a Diane Ademu-John      | 11. května 2015    |

### Třetí řada (2015–2016)
| Č. v seriálu | Č. v řadě | Původní název                       | Režie             | Scénář                                      | Premiéra v USA     |
| ------------ | --------- | ----------------------------------- | ----------------- | ------------------------------------------- | ------------------ |
| 45           | 1         | For the Next Millennium             | Lance Anderson    | Michael Narducci                            | 8. října 2015      |
| 46           | 2         | You Hung the Moon                   | Jeffrey Hunt      | Carina Adly Mackenzie                       | 15. října 2015     |
| 47           | 3         | I'll See You in Hell or New Orleans | Michael Grossman  | Declan de Barra a Michelle Paradise         | 22. října 2015     |
| 48           | 4         | A Walk on the Wild Side             | Matt Hastings     | Ashley Lyle a Bart Nickerson                | 29. října 2015     |
| 49           | 5         | The Axeman's Letter                 | Michael Allowitz  | Michael Russo a Diane Ademu-John            | 5. listopadu 2015  |
| 50           | 6         | Beautiful Mistake                   | Steven DePaul     | Kyle Arrington a Christopher Hollier        | 12. listopadu 2015 |
| 51           | 7         | Out of the Easy                     | Bethany Rooney    | Beau DeMayo a Michelle Paradise             | 19. listopadu 2015 |
| 52           | 8         | The Other Girl in New Orleans       | Kellie Cyrus      | Michael Russo a Michael Narducci            | 3. prosince 2015   |
| 53           | 9         | Savior                              | Matt Hastings     | Carina Adly MacKenzie a Diane Ademu-John    | 10. prosince 2015  |
| 54           | 10        | A Ghost Along the Mississippi       | Michael Grossman  | Declan de Barra                             | 29. ledna 2016     |
| 55           | 11        | Wild at Heart                       | John Hyams        | Ashley Lyle a Bart Nickerson                | 5. února 2016      |
| 56           | 12        | Dead Angels                         | Darren Genet      | Kyle Arrington a Michael Narducci           | 12. února 2016     |
| 57           | 13        | Heart Shaped Box                    | Chris Grismer     | Michelle Paradise a Christopher Hollier     | 19. února 2016     |
| 58           | 14        | A Streetcar Named Desire            | Matt Hastings     | Beau DeMayo a Diane Ademu-John              | 26. února 2016     |
| 59           | 15        | An Old Friend Calls                 | Jeffrey Hunt      | Carina Adly MacKenzie a Michael Russo       | 4. března 2016     |
| 60           | 16        | Alone with Everybody                | Hanelle Culpepper | Ashley Lyle a Bart Nickerson                | 1. dubna 2016      |
| 61           | 17        | Behind the Black Horizon            | Joseph Morgan     | Declan de Barra a Diane Ademu-John          | 8. dubna 2016      |
| 62           | 18        | The Devil Comes Here and Sighs      | Jesse Warn        | Kyle Arrington a Michelle Paradise          | 15. dubna 2016     |
| 63           | 19        | No More Heartbreaks                 | Millicent Shelton | Celeste Vasquez a Michael Narducci          | 29. dubna 2016     |
| 64           | 20        | Where Nothing Stays Buried          | John Hyams        | Carina Adly MacKenzie a Christopher Hollier | 6. května 2016     |
| 65           | 21        | Give 'Em Hell, Kid                  | Jeffrey Hunt      | Ashley Lyle a Bart Nickerson                | 13. května 2016    |
| 66           | 22        | The Bloody Crown                    | Matt Hastings     | Beau DeMayo a Diane Ademu-John              | 20. května 2016    |

### Čtvrtá řada (2017)
| Č. v seriálu | Č. v řadě | Původní název                      | Režie                 | Scénář                                  | Premiéra v USA  |
| ------------ | --------- | ---------------------------------- | --------------------- | --------------------------------------- | --------------- |
| 67           | 1         | Gather Up the Killers              | Lance Anderson        | Michael Russo a Michael Narducci        | 17. března 2017 |
| 68           | 2         | No Quarter                         | Bethany Rooney        | Talicia Raggs a Michelle Paradise       | 24. března 2017 |
| 69           | 3         | Haunter of Ruins                   | Jeffrey Hunt          | Carina Adly Mackenzie a Declan de Barra | 31. března 2017 |
| 70           | 4         | Keepers of the House               | Joseph Morgan         | Beau DeMayo a Christopher Hollier       | 7. dubna 2017   |
| 71           | 5         | I Hear You Knocking                | Chris Grismer         | Kyle Arrington                          | 14. dubna 2017  |
| 72           | 6         | Bag of Cobras                      | Jesse Warn            | Michael Russo a Michelle Paradise       | 28. dubna 2017  |
| 73           | 7         | High Water and a Devil's Daughter  | Charles Michael Davis | Celeste Vasquez a Carina Adly MacKenzie | 5. května 2017  |
| 74           | 8         | Voodoo in My Blood                 | John Hyams            | Talicia Raggs a Christopher Hollier     | 12. května 2017 |
| 75           | 9         | Queen Death                        | Nicole Rubio          | Beau DeMayo                             | 19. května 2017 |
| 76           | 10        | Phantomesque                       | Daniel Gillies        | K. C. Perry a Kyle Arrington            | 2. června 2017  |
| 77           | 11        | A Spirit Here That Won't Be Broken | Hanelle Culpepper     | Carina Adly MacKenzie a Michael Russo   | 9. června 2017  |
| 78           | 12        | Voodoo Child                       | Michael Grossman      | Michelle Paradise a Christopher Hollier | 16. června 2017 |
| 79           | 13        | The Feast of All Sinners           | Bethany Rooney        | Michael Narducci                        | 23. června 2017 |

### Pátá řada (2018)
| Č. v seriálu | Č. v řadě | Původní název                           | Režie                 | Scénář                                                     | Premiéra v USA    |
| ------------ | --------- | --------------------------------------- | --------------------- | ---------------------------------------------------------- | ----------------- |
| 80           | 1         | Where You Left Your Heart               | Lance Anderson        | Marguerite MacIntyre                                       | 18. dubna 2018    |
| 81           | 2         | One Wrong Turn on Bourbon               | Carol Banker          | Carina Adly MacKenzie                                      | 25. dubna 2018    |
| 82           | 3         | Ne Me Quitte Pas                        | Joseph Morgan         | K. C. Perry a Michelle Paradise                            | 2. května 2018    |
| 83           | 4         | Between the Devil and the Deep Blue Sea | Michael Grossman      | Beau DeMayo a Kyle Arrington                               | 9. května 2018    |
| 84           | 5         | Don't It Just Break Your Heart          | Jeffrey W. Byrd       | námět: Bianca Sams a Jeffrey Lieber scénář: Jeffrey Lieber | 16. května 2018   |
| 85           | 6         | What, Will, I, Have, Left               | Charles Michael Davis | Marguerite MacIntyre                                       | 30. května 2018   |
| 86           | 7         | God's Gonna Trouble the Water           | Carl Seaton           | Bianca Sams a Julie Plec                                   | 6. června 2018    |
| 87           | 8         | The Kindness of Strangers               | Kellie Cyrus          | Beau DeMayo a Carina Adly MacKenzie                        | 13. června 2018   |
| 88           | 9         | We Have Not Long to Love                | Bethany Rooney        | K. C. Perry a Michelle Paradise                            | 20. června 2018   |
| 89           | 10        | There in the Disappearing Light         | Daniel Gillies        | Eva McKenna a Jeffrey Lieber                               | 11. července 2018 |
| 90           | 11        | 'Til the Day I Die                      | Geoff Shotz           | Kyle Arrington a Marguerite MacIntyre                      | 18. července 2018 |
| 91           | 12        | The Tale of Two Wolves                  | Rudy Persico          | Carina Adly MacKenzie a Julie Plec                         | 25. července 2018 |
| 92           | 13        | When the Saints Go Marching In          | Lance Anderson        | námět: Julie Plec scénář: Jeffrey Lieber                   | 1. srpna 2018     |